# 泰羅雅登
泰羅雅登（たいら まさと、1954年- 2017年7月8日 ）は、日本の歯科医師、神経生理学者、東京医科歯科大学教授。専門は認知神経科学。

## 人物・来歴
三重県上野市（現伊賀市）生まれ。東京医科歯科大学卒業。同大学院歯学研究科修了、1985年歯学博士。1987年日本大学医学部助手、1990年講師、1994年助教授、2004年教授、2010年東京医科歯科大学教授。

## 著書
- 『脳のしくみ まるごとわかる潜在脳力』 (図解「i」読本) 池田書店, 2004.5
- 『脳を鍛えて頭を良くする 仕組みがわかれば実力は伸びる』ライオン社, 2007.4
- 『読み聞かせは心の脳に届く 「ダメ」がわかって、やる気になる子に育てよう』くもん出版, 2009.7

### 共編著
- 『脳をパワーアップしたい大人のための脳のなんでも小事典 脳を知り、鍛え、育むためのビジュアルガイド』川島隆太,中村克樹共著. 技術評論社, 2004.4
- 『記憶がなくなるまで飲んでも、なぜ家にたどり着けるのか? 身近な酔っ払いに学ぶ脳科学』川島隆太共著. ダイヤモンド社, 2007.11　のち新潮文庫
- 『オトナのための脳授業 ボクらの時代』川島隆太,中村克樹共著. 扶桑社, 2007.12
- 『歯科生理学実習』岩田幸一, 三枝木泰丈,西川泰央共編. 医歯薬出版, 2012.2
- 『川島隆太教授の「あたま道場」』全3巻 泰羅,中村克樹 問題作成, 川島隆太監修, 毎日新聞科学環境部 編集. 毎日新聞社, 2013.3

### 翻訳
- Andrew M.Colman『心理学辞典』藤永保,仲真紀子監修,岡ノ谷一夫,黒沢香,田中みどり, 中釜洋子, 服部環, 日比野治雄, 宮下一博共編. 丸善, 2004
- カールソン『神経科学テキスト 脳と行動』中村克樹共監訳. 丸善, 2006.5

## 論文
- <泰羅雅登